# Jake Keough
Jacob "Jake" Keough (Sandwich, 18 juni 1987) is een Amerikaans wielrenner die sinds 2010 uitkomt voor Unitedhealthcare Pro Cycling Team. Keough is een sprinter.

## Belangrijkste overwinningen
2009
- 1e etappe Ronde van Uruguay
- 3e etappe Ronde van Uruguay
- 4e etappe Ronde van Uruguay

2012
- 4e etappe Ronde van Utah

2013
- 13e etappe Ronde van het Qinghaimeer
- 10e etappe Ronde van Portugal